# Juan Eusebio Nieremberg

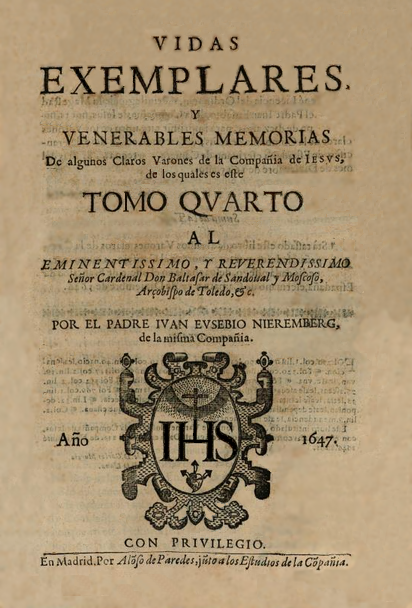
Vidas ejemplares y venerables memorias de algunos claros varones de la Compañía de Jesús (tomo cuarto). 1647.

Juan Eusebio Nieremberg y Otin, traditionnellement appelé en français Jean-Eusèbe de Nieremberg, né le 9 septembre 1595 à Madrid (Espagne) et y décédé le 2 avril 1658, était un prêtre jésuite espagnol, et naturaliste de renom.

## Biographie
Juan Eusebio Nieremberg naît à Madrid le 9 septembre 1595. Il est fils de Gottfried Nieremberg (originellement, « Niernberger ») et de Regina Ottin, l'un et l'autre membres de la suite de Marie d'Autriche, rentrée en Espagne à la mort de son époux l'empereur Maximilien II de Habsbourg. Sa famille est originaire du Tyrol.
Nieremberg fait ses études au Collège impérial de Madrid, et entre dans la Compagnie de Jésus en 1614 contre l'avis de son père. Il est d’abord envoyé par ses supérieurs à La Alcarria (dans la Nouvelle-Castille). Là, il découvre l’étude des animaux et des végétaux. Très intéressé par la nature américaine, il souhaite devenir missionnaire, ce qui lui est refusé. En 1628 il est rappelé à Madrid où il enseigne l’histoire naturelle au Collège impérial pendant quatorze ans.
Au bout de ce temps il est chargé de l'explication des Saintes Écritures : il renonce enfin à l'enseignenent pour se consacrer à la direction spirituelle, et est honoré de la confiance de personnages éminents, entre autres de la duchesse de Mantoue. Il est atteint de paralysie en 1642. Nieremberg meurt à Madrid le 7 avril 1658.

## Écrivain mystique
Nieremberg est l'auteur de nombreux écrits de nature ascétique, de plusieurs hagiographies, notamment sur Ignace de Loyola et François Borgia, ainsi que de traités de morale politique consacrés à la formation du prince chrétien.
Son œuvre mystique est très estimée des dévots de son temps. Il fait paraître 51 ouvrages. Parmi ceux-ci, il faut en citer deux de 1630: De la afición y amor de Jesus et De la afición y amor de María, qui sont traduits en arabe, en français, en néerlandais, en allemand, en italien et en latin.
Ces œuvres, ainsi que Prodigios del amor divino (1641), sont aujourd’hui tombées dans l'oubli, mais sa version, datée de 1656, de l’Imitation, ainsi que son traité sur l’éloquence sacrée, De la hermosura de Dios y su amabilidad (1649), sont souvent cités dans les ouvrages religieux espagnols.
Nieremberg, publie successivement en 1630 et 1633 sa Curieuse philosophie et trésor des merveilles de la Nature, examinés à travers diverses questions naturelles, et sa Philosophie occulte, sympathie et antipathie des choses, artifice de la nature et physionomie naturelle du Monde. Plusieurs chapitres de ces ouvrages ont trait à la configuration du Monde, aux mouvements planétaires, à la relation harmonique ou antithétique des éléments du Cosmos. Dans un texte admirable de sa Curiosa y Oculta Filosofia, Nieremberg proclamait, en se réclamant de l'autorité de Plotin, que « le monde est la Poésie de Dieu » ; c'est un labyrinthe qui se lit par toutes les extrémités, et dont les divers éléments, par leurs affinités et leurs oppositions, composent une harmonie qui est un hymne à Dieu.
Marcelino Menéndez y Pelayo voyait en lui « un des cinq ou six meilleurs auteurs de prose du 17e siècle » ; son nom figure parmi les « autorités de la langue » établies par l'Académie royale espagnole.

## Philosophe
L'œuvre philosophique de Nieremberg est extrêmement éclectique, dans la mesure où il mêle la scolastique avec de l'alexandrisme, averroïsme, cabalisme, racines platoniciennes et stoïciennes. Il y a une part de néo-stoïcisme, avec l'idée d'une "sympathie de toutes les choses", via les logoi spermatikoi qui lient toute la matière. Il se rattache pour cela à Girolamo Fracastoro, qui avait aussi traité de la sympathie et de l'antipathie des choses (vieux principe d'Empédocle), ainsi que l'influence de la magie qui avait fasciné plusieurs auteurs de la Renaissance (Paracelse, Fracastoro, Cardan, Van Helmont), professant une croyance dans les forces occultes de la matière, idée que toute nature est vivante, y compris les astres. On retrouvera la spéculation jusque dans les monades de Leibniz, dotées de "forces actives", et c'est certainement l'une des inspirations qui avaient conduit Juan Caramuel à nier les formes substantielles.

## Naturaliste

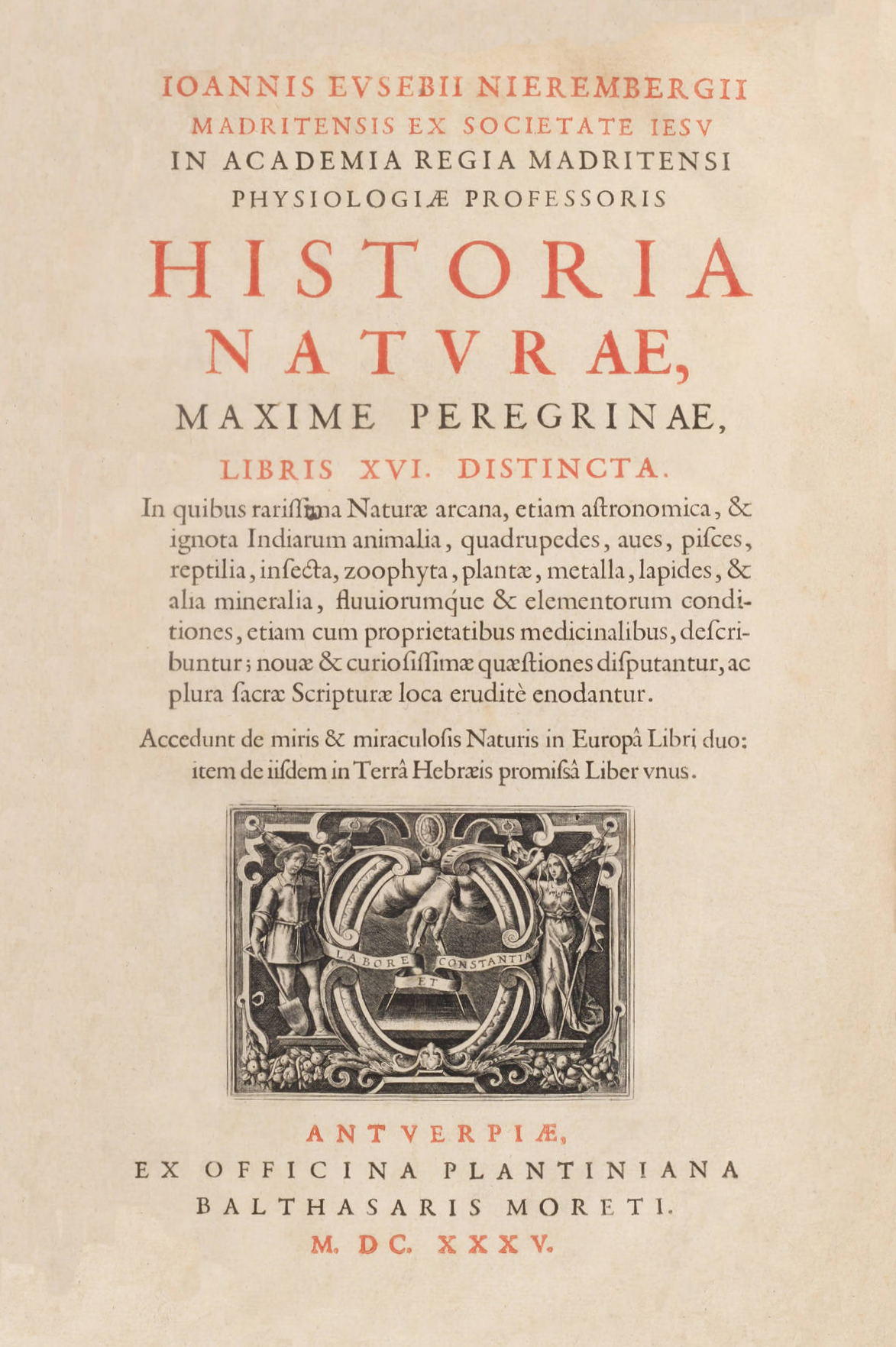
Historia natvrae, maxime peregrinae (libris XVI). 1635.

Il fait paraître un traité sur l’histoire naturelle des Amériques et de l’Asie : Historia naturae maxime peregrinae (1635). L'ouvrage est illustrée de figures gravées par Christoffel Jegher. Nieremberg résume les connaissances de son époque ; mais on lui doit de plus la description de plantes et d'animaux nouveaux. L'ouvrage de Nieremberg a joué un grand rôle dans la diffusion de nombreux recherches faites en Amérique par des naturalistes espagnols tels que Francisco Hernández. Il donna de larges extraits des relations inédites de Hernández, avec les figures correspondantes esquissées par les indigènes : reproduction d'autant plus utile que plusieurs de ces dessins, parfois les plus caractéristiques, sont absents de l'édition de Recchi des ouvrages d'Hernández. Georges Cuvier (1769-1832) le commente en ces termes :

« On y remarque beaucoup de superstition et peu de critique ; l’auteur y entre dans des discussions métaphysiques, qui tiennent aux idées du moyen âge, dominantes encore à cette époque, surtout dans les collèges des jésuites. Néanmoins il y a des observations intéressantes sur les animaux et sur des plantes nouvelles. Ainsi, on y voit le sarigue, animal qui porte ses petits dans une poche ; le viscache, grand rongeur de la taille du lièvre, et qui est pourvu d'une queue longue comme celle d'un chat ; on y retrouve le coendou, espèce de porc-épic à queue prenante. […] Nieremberg n'a pas seulement pris les figures des auteurs manuscrits, il a encore emprunté celles de Clusius ; mais je soupçonne que la plupart de ses figures sont tirées des manuscrits d'Hernandez. »

— Histoire des sciences naturelles, t. II, Fortin, Masson et Cie, 1841.
Hipólito Ruiz López et José Antonio Pavón ont dédié à Nieremberg un genre de plantes de la famille des Solanacées originaire d'Amérique (Nierembergia).